# Дейвид Карузо
Дейвид Карузо (на английски: David Caruso) (роден на 7 януари 1956 г.) e американски актьор, носител на „Златен глобус“ и номиниран за „Еми“.

## Биография
Карузо е роден в Ню Йорк, но израства в Мексико. Баща му е редактор във вестник и е от италиански произход, а майка му – от ирландски. Карузо е посещавал същото католическо училище като Рей Романо и Пия Задора.
Бил е женен два пъти и има три деца, две дъщери и син. Живее с приятелката си актрисата Амина Тайрон в Маями и Лос Анджелис.

## Кариера
Една от първите му известни роли е във филма „Офицер и джентълмен“ (1982). Следващото десетилетие Карузо участва в редица известни филми във второстепенни роли. Сред тях са „Първа кръв“ (1982), „Близнаци“ (1988) и „Хъдзън Хоук“ (1991).
През 1997 г. получава главна роля в телевизионния сериал „Майкъл Хейс“, който трае един сезон. През 2000 г. участва заедно с Ръсел Кроу и Мег Райън в „Доказано жив“.
Карузо става изключително популярен с ролята на лейтенант Хорейшио Кейн, в друг телевизионен сериал – „От местопрестъплението: Маями“, който се излъчва от 2002 до 2012 г.

## Избрана филмография
- Рамбо: Първа кръв (1982)
- Офицер и джентълмен (1982)
- Близнаци (1988)
- Кралят на Ню Йорк (1990)
- Полицейско управление Ню Йорк (1993)
- Лудото куче и Глория (1993)
- Доказано жив (2000)
- От местопрестъплението (2002)
- От местопрестъплението: Маями (2002)
- От местопрестъплението: Ню Йорк (2005)